# Indianapolis 500 1962

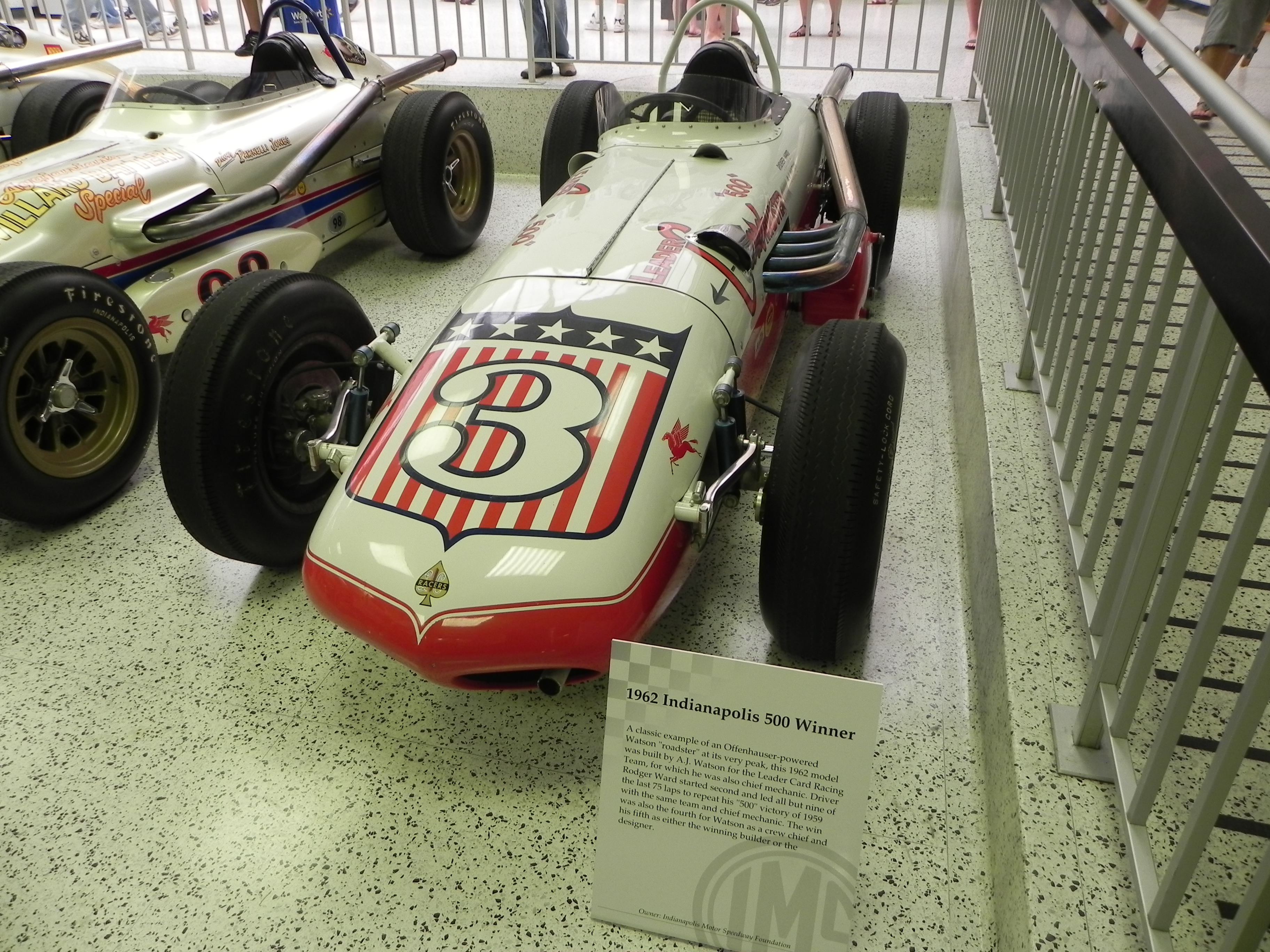
Watson-Offenhauser; Siegerwagen von Rodger Ward

Das 46. Indianapolis 500 (offiziell 46th 500 Mile International Sweepstakes) auf dem Indianapolis Motor Speedway fand am 30. Mai 1962 statt.

## Das Rennen
Das Rennen ging über eine Distanz von 200 Runden à 4,023 km, was einer Gesamtdistanz von 804,672 km entspricht. Aus der Pole-Position startete Parnelli Jones (JC Agajanian) mit einer Vierrunden-Durchschnittszeit von 3:59.41 Min. oder 150,370 mph (241,997 km/h). Die schnellste Runde im Rennen drehte Parnelli Jones (JC Agajanian) in 1:00,69 Sekunden (148,295 mph). Das Rennen war der zweite Lauf zur USAC-Saison 1962.

## Ergebnisse

### Startaufstellung
| Reihe | Innen          | Mitte          | Außen            |
| ----- | -------------- | -------------- | ---------------- |
| 1     | Parnelli Jones | Rodger Ward    | Bobby Marshman   |
| 2     | Len Sutton     | A. J. Foyt     | Shorty Templeman |
| 3     | Jim McElreath  | Dan Gurney     | Roger McCluskey  |
| 4     | Bud Tingelstad | Don Branson    | Don Davis        |
| 5     | Dick Rathmann  | Paul Russo     | Bobby Grim       |
| 6     | Chuck Hulse    | Elmer George   | Eddie Johnson    |
| 7     | Bob Veith      | Gene Hartley   | Chuck Rodee      |
| 8     | Allen Crowe    | Jim Rathmann   | Lloyd Ruby       |
| 9     | Jack Turner    | Paul Goldsmith | Eddie Sachs      |
| 10    | Johnny Boyd    | Jim Hurtubise  | Troy Ruttman     |
| 11    | Bob Christie   | Ebb Rose       | Jimmy Daywalt    |

### Schlussklassement
Wetter: bewölkt, 25°
| Pos. | Nr. | Name                                                                 | Chassis      | Motor       | Zeit/Rückstand              | Start | Qualifikation ø 4 Rd. mph |
| ---- | --- | -------------------------------------------------------------------- | ------------ | ----------- | --------------------------- | ----- | ------------------------- |
| 1    | 3   | Rodger Ward (W)                                                      | Watson       | Offenhauser | 3:33:50.33 Std. 140,293 mph | 2     | 149,371                   |
| 2    | 7   | Len Sutton                                                           | Watson       | Offenhauser | 11,52 Sek.                  | 4     | 149,328                   |
| 3    | 2   | Eddie Sachs                                                          | Ewing        | Offenhauser | 200                         | 27    | 146,431                   |
| 4    | 27  | Don Davis                                                            | Lesovsky     | Offenhauser | 200                         | 12    | 147,209                   |
| 5    | 54  | Bobby Marshman                                                       | Epperly      | Offenhauser | 200                         | 3     | 149,347                   |
| 6    | 15  | Jim McElreath (R)                                                    | Kurtis Kraft | Offenhauser | 200                         | 7     | 149,025                   |
| 7    | 98  | Parnelli Jones                                                       | Watson       | Offenhauser | 200                         | 1     | 150,370                   |
| 8    | 12  | Lloyd Ruby                                                           | Watson       | Offenhauser | 200                         | 24    | 146,520                   |
| 9    | 44  | Jim Rathmann (W)                                                     | Watson       | Offenhauser | 200                         | 23    | 146,610                   |
| 10   | 38  | Johnny Boyd                                                          | Epperly      | Offenhauser | 200                         | 28    | 147,047                   |
| 11   | 4   | Shorty Templeman                                                     | Watson       | Offenhauser | 200                         | 6     | 149,050                   |
| 12   | 14  | Don Branson                                                          | Epperly      | Offenhauser | 200                         | 11    | 147,312                   |
| 13   | 91  | Jim Hurtubise                                                        | Watson       | Offenhauser | 200                         | 29    | 146,963                   |
| 14   | 86  | Ebb Rose                                                             | Porter       | Offenhauser | 200                         | 32    | 146,336                   |
| 15   | 5   | Bud Tingelstad                                                       | Phillips     | Offenhauser | 200                         | 10    | 147,753                   |
| 16   | 17  | Roger McCluskey                                                      | Watson       | Offenhauser | 168 (Unfall)                | 9     | 147,759                   |
| 17   | 21  | Elmer George abgelöst Paul Russo, 74 Rd. abgelöst A. J. Foyt, 21 Rd. | Lesovsky     | Offenhauser | 146 (Motor)                 | 17    | 146,092                   |
| 18   | 26  | Troy Ruttman (W)                                                     | Kuzma        | Offenhauser | 140 (Motor)                 | 30    | 146,765                   |
| 19   | 18  | Bobby Grim                                                           | Trevis       | Offenhauser | 96 (Öl-Leck)                | 15    | 146,604                   |
| 20   | 34  | Dan Gurney (R)                                                       | Thompson     | Buick       | 92 (Hinterradaufhängung)    | 8     | 147,886                   |
| 21   | 19  | Chuck Hulse (R)                                                      | Kurtis Kraft | Offenhauser | 91 (Tankanlage)             | 16    | 146,377                   |
| 22   | 79  | Jimmy Daywalt                                                        | Kurtis Kraft | Offenhauser | 74 (Getriebe)               | 33    | 146,318                   |
| 23   | 1   | A. J. Foyt (W)                                                       | Trevis       | Offenhauser | 69 (loses Rad)              | 5     | 149,074                   |
| 24   | 9   | Dick Rathmann                                                        | Watson       | Offenhauser | 51 (Elektrik)               | 13    | 147,161                   |
| 25   | 32  | Eddie Johnson                                                        | Trevis       | Offenhauser | 38 (Elektrik)               | 18    | 146,592                   |
| 26   | 53  | Paul Goldsmith                                                       | Epperly      | Offenhauser | 26 (Elektrik)               | 26    | 146,437                   |
| 27   | 88  | Gene Hartley abgelöst Bill Cheesbourg, 21 Rd.                        | Watson       | Offenhauser | 23 (Lenkung)                | 20    | 146,969                   |
| 28   | 62  | Paul Russo                                                           | Watson       | Offenhauser | 20 (Motor)                  | 14    | 146,687                   |
| 29   | 45  | Jack Turner                                                          | Kurtis Kraft | Offenhauser | 17 (Unfall)                 | 25    | 146,496                   |
| 30   | 29  | Bob Christie                                                         | Kurtis Kraft | Offenhauser | 17 (Unfall)                 | 31    | 146,341                   |
| 31   | 83  | Allen Crowe (R)                                                      | Watson       | Offenhauser | 17 (Unfall)                 | 22    | 146,831                   |
| 32   | 67  | Chuck Rodee (R)                                                      | Christensen  | Offenhauser | 17 (Unfall)                 | 21    | 146,969                   |
| 33   | 96  | Bob Veith                                                            | Elder        | Offenhauser | 12 (Motor)                  | 19    | 146,157                   |

(W)=früherer Gewinner / (R)=Rookie / alle Starter auf Firestone-Reifen

### Führungsrunden
| Fahrer          | Team                             | Anzahl |
| --------------- | -------------------------------- | ------ |
| Parnelli Jones  | JC Agajanian                     | 120    |
| Rodger Ward     | Team Leader Cards                | 66     |
| Len Sutton      | Team Leader Cards                | 9      |
| Roger McCluskey | Fred Sclavi                      | 3      |
| A. J. Foyt      | Bignotti-Bowes Racing Associates | 2      |